# Ivalorivier

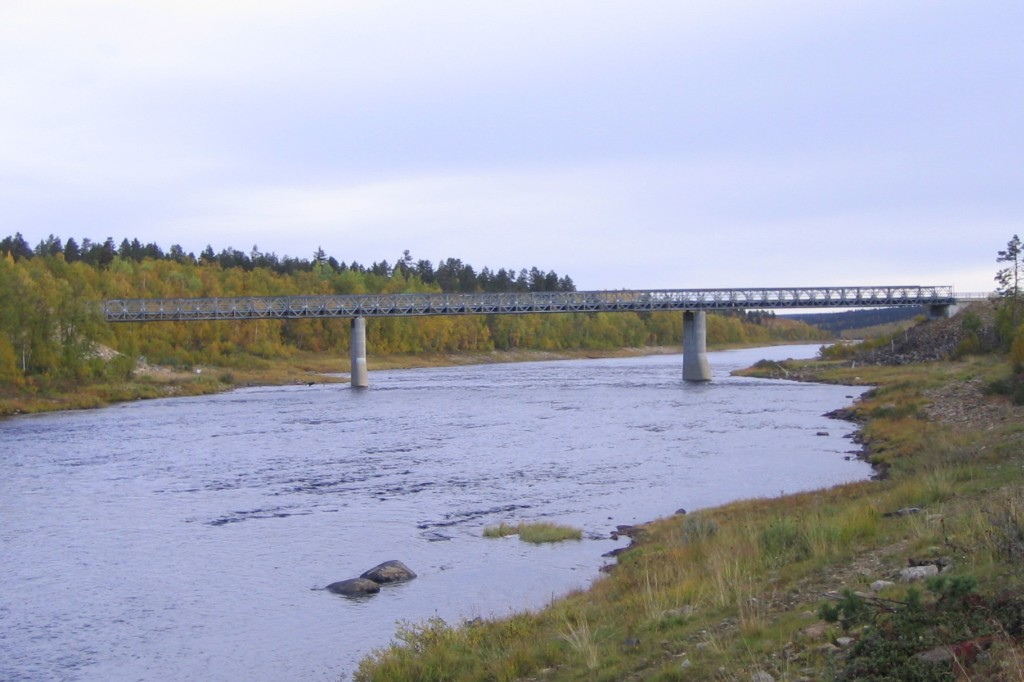
Brug over de Ivalorivier in Inari, Finland

De Ivalorivier is een rivier in Fins Lapland.
De rivier kent twee bronnen, de ene is een van de vele meren; de andere is een moeras ten zuidwesten van het Inarimeer. De twee bronrivieren komen samen bij een afgelegen gebouw "Kultala" genoemd. Door bergachtig gebied stroomt het via Ivalo naar Ukonjärvi; een randmeer van het Inarimeer. De langste lengte met bronrivier is zo'n 75 kilometer.
- Virtual International Authority File: 315128022